# Gymnasium Fabritianum
Das Gymnasium Fabritianum in Krefeld-Uerdingen wurde 1631 als Lateinschule gegründet und erst 1918 in ein Realgymnasium mit einer Oberstufe umgewandelt.
Die heute als Gymnasium geführte Schule bietet einen bilingualen Bildungsgang an, bei dem ab der 7. Klasse in Erdkunde, ab der 8. Klasse im Fach Politik und ab der 9. Klasse im Fach Geschichte auf Englisch unterrichtet wird. Seit 2015 ist das Fabritianum aufgrund seines erweiterten Angebotes in den Fächern Mathematik, Informatik, Naturwissenschaften und Technik auch als „MINT-EC-Schule“ zertifiziert. Ein umfangreiches musikalisches Angebot mit Chören und Orchestern rundet das Profil der Schule ab.
Die Schüler stammen vorwiegend aus Uerdingen, außerdem aus anderen Krefelder Stadtteilen und aus Nachbarorten.

## Geschichte
Der Weihbischof von Köln, Laurentius Fabritius, stiftete seinem Geburtsort am Rhein eine Lateinschule, die 1631, einunddreißig Jahre nach seinem Tod, den Unterricht aufnahm. Sein Wappen ist ein Mahlstein mit vier sechszackigen Sternen, das heute als Emblem der Schulzeitung „Spuren“ dient.
Das „Fabritianum“ durchlebte in der Folgezeit eine wechselvolle Geschichte. Schulnamen, Standorte und Gebäude wechselten. Erst 1918 erfolgte der Ausbau zu einem Gymnasium mit Oberstufe. 1954 zog die Schule an ihren heutigen Standort. Das damals errichtete Gebäude dient noch heute als Altbau.
1975 wurde das Gymnasium schließlich koedukativ und ein zusätzliches Gebäude für naturwissenschaftliche Fachräume wurde errichtet.

## Schulleiter
- 1896–1926: August Baum
- 1926–1945: Emil Feinendegen
- 1945–1948: Klemens Hamacher
- 1948–1959: Joseph Borucki
- 1960–1973: Georg Schnöckelborg
- 1973–1984: Werner Blasius
- 1986–1999: Heinz Undorf
- 1999–2017: Horst Obdenbusch
- seit 2017: Eric Mühle

## Partnerschaften
- STEM-Academy in Downingtown, USA
- Comines, Frankreich
- Liceum im. Stefana Batorego in Warschau in Polen[3][4]
- Wuhan No. 1 High School in Wuhan, Volksrepublik China

## Bekannte ehemalige Schüler
- Georg Fohrer (1915–2002), evangelischer Alttestamentler
- Werner H. Schmidt (* 1935), evangelischer Alttestamentler
- Sigi Busch (* 1943), Jazzmusiker und Hochschullehrer
- Norbert Walter-Borjans (* 1952), Politiker (SPD)
- Otto Fricke (* 1965), Politiker (FDP)
- Robert Steegers (* 1968), Schriftsteller und Literaturwissenschaftler
- Rainer Galke (* 1971), Schauspieler und Ensemblemitglied am Burgtheater Wien
- Stefan Maria Schneider (* 1980), Komponist
- Zacharias Schalley (* 1991), Politiker (AfD)